# Magaziá
Magaziá (en griego Μαγαζιά, «tiendas, almacenes») es una localidad y una unidad municipal de la isla de Paxós, Corfú, Islas Jónicas, Grecia. Su población era de 416 habitantes en 2001.

## Geografía física
Magaziá se sitúa cerca de la costa occidental de Paxós, en una posición elevada. Se trata de una población de formación dispersa compuesta por casas de arquitectura tradicional.

## Patrimonio
- Iglesia de los Santos Apóstoles: ofrece vistas sobre el Ermitis.[3]
- Yacimiento arqueológico de Magaziá: situado en las cercanías del antiguo cementerio.[3]